# RTP Mobile

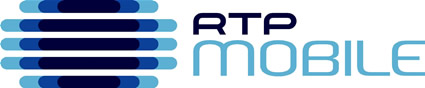
Logo.

RTP Mobile est une chaîne de télévision portugaise diffusée uniquement sur les réseaux mobiles portugais et sur internet. Elle diffuse un mélange des programmes de la RTP 1, de la RTP 2, et de la RTPN.

## Programmes issus de laRTP 1
- Les journaux et les débats
- Praça da Alegria
- Portugal no coração
- Emissions musicales

## Programmes issus de laRTP 2
- Sociedade Civil
- Sport du Samedi Après-midi

## Programmes issus de laRTPN
- La matinale du dimanche matin
- Magazines